# Северов, Александр Владимирович
Алекса́ндр Влади́мирович Се́веров (24 февраля 1889, Санкт-Петербург, Российская империя — 1961) — российский борец греко-римского стиля и футболист (полузащитник).

## Биография, карьера
Родился в 1889 году в Санкт-Петербурге. С 1907 года занимался в Санкт-Петербургском атлетическом обществе, с 1912 по 1915 году принимал участие в российских турнирах среди борцов среднего веса.
В 1912 году принимал участие в летних Олимпийских играх в Стокгольме, где выступал от Российской империи в качестве борца в категории до 75 кг. Был травмирован и вынужден был прекратить своё участие.
Был также известен как футболист. В 1913 году им был основан «купеческий» футбольный клуб «Меркур»; был назначен капитаном своей команды. Выступал на позиции полузащитника.
Достоверных данных о дальнейшей жизни спортсмена нет. Сын — Сергей Северов, защитник ленинградского «Зенита» (1952—1955).
Похоронен на Сергиевском кладбище Санкт-Петербурга (семейное захоронение).